# Plaza (Venezuela)
Plaza is een gemeente in de Venezolaanse staat Miranda. De gemeente telt 264.000 inwoners. De hoofdplaats is Guarenas.